# Kahramanmaraş (circonscription électorale)
La circonscription électorale de Kahramanmaraş correspond à la province du même nom et envoie 8 députés à la Grande assemblée nationale de Turquie.

## Composition
La circonscription de Kahramanmaraş est divisée en 11 districts (ilçe). Chaque district est composé d'un chef-lieu et de municipalités (communes et villages).

## Résultats électoraux

### Élections législatives de 2011
| Partis                   | Partis                                        | Voix | %   | Sièges | +/-           | Élus |
| ------------------------ | --------------------------------------------- | ---- | --- | ------ | ------------- | --- |
|                          | Parti de la justice et du développement (AKP) |      |     | 6      |               | Mehmet Sağlam, Nevzat Pakdil, Mahir Ünal, Yıldırım Mehmet Ramazanoğlu, Sevde Bayazıt Kaçar et Sıtkı Güvenç |
|                          | Parti d'action nationaliste (MHP)             |      |     | 1      | en stagnation | Mesut Dedeoğlu                                                                                             |
|                          | Parti républicain du peuple (CHP)             |      |     | 1      | en stagnation | Durdu Özbolat                                                                                              |
|                          |                                               |      |     |        |               | |
| Total                    | Total                                         |      | 100 | 8      | en stagnation | - |
| Inscrits / participation |                                               |      |     |        |               | |

### Élections législatives de juin 2015
| Partis                   | Partis                                        | Voix | %   | Sièges | +/-           | Élus |
| ------------------------ | --------------------------------------------- | ---- | --- | ------ | ------------- | --- |
|                          | Parti de la justice et du développement (AKP) |      |     | 6      | en stagnation | Mahir Ünal, Nursel Reyhanlıoğlu, Veysi Kaynak, Sevde Bayazıt Kaçar, Mehmet Uğur Dilipak et Mehmet İlker Çitil |
|                          | Parti d'action nationaliste (MHP)             |      |     | 2      | 1             | Fahrettin Oğuz Tor et Sefer Aycan                                                                             |
|                          |                                               |      |     |        |               | |
| Total                    | Total                                         |      | 100 | 8      | en stagnation | - |
| Inscrits / participation |                                               |      |     |        |               | |

### Élections législatives de novembre 2015
| Partis                   | Partis                                        | Voix | %   | Sièges | +/-           | Élus |
| ------------------------ | --------------------------------------------- | ---- | --- | ------ | ------------- | --- |
|                          | Parti de la justice et du développement (AKP) |      |     | 7      | 1             | Mahir Ünal, Veysi Kaynak, Nursel Reyhanlıoğlu, Celalettin Güvenç, Mehmet Uğur Dilipak, Mehmet İlker Çitil et İmran Kılıç |
|                          | Parti d'action nationaliste (MHP)             |      |     | 1      | 1             | Fahrettin Oğuz Tor |
|                          |                                               |      |     |        |               | |
| Total                    | Total                                         |      | 100 | 8      | en stagnation | - |
| Inscrits / participation |                                               |      |     |        |               | |

### Élections législatives de 2018
| Partis                   | Partis                                        | Voix    | %     | Sièges | +/-           | Élus                                                                                         |
| ------------------------ | --------------------------------------------- | ------- | ----- | ------ | ------------- | -------------------------------------------------------------------------------------------- |
|                          | Parti de la justice et du développement (AKP) | 391 098 | 58,47 | 6      | 1             | Mahir Ünal, Ahmet Özdemir, Celalettin Güvenç, İmran Kılıç, Mehmet Cihat Sezal et Habibe Öçal |
|                          | Parti d'action nationaliste (MHP)             | 109 216 | 16,33 | 1      | en stagnation | Sefer Aycan                                                                                  |
|                          | Parti républicain du peuple (CHP)             | 65 348  | 9,77  | 1      | 1             | Ali Öztunç                                                                                   |
|                          | Le Bon Parti (İYİ)                            | 64 494  | 9,64  | 0      | Nv.           |                                                                                              |
|                          | Parti démocratique des peuples (HDP)          | 25 730  | 3,85  | 0      | en stagnation |                                                                                              |
|                          | Parti de la félicité (SP)                     | 10 060  | 1,50  | 0      | en stagnation |                                                                                              |
|                          | Parti de la cause libre (HÜDA PAR)            | 1 556   | 0,23  | 0      | en stagnation |                                                                                              |
|                          | Parti patriote (VATAN)                        | 1 377   | 0,21  | 0      | en stagnation |                                                                                              |
|                          |                                               |         |       |        |               |                                                                                              |
| Total                    | Total                                         | 668 879 | 100   | 8      | en stagnation | -                                                                                            |
| Inscrits / participation | Inscrits / participation                      | 739 457 | 89,41 |        |               |                                                                                              |

### Élections législatives de 2023
| Partis                   | Partis                                        | Voix    | %     | Sièges | +/-           | Élus                                                                             |
| ------------------------ | --------------------------------------------- | ------- | ----- | ------ | ------------- | -------------------------------------------------------------------------------- |
|                          | Parti de la justice et du développement (AKP) | 309 547 | 47,68 | 5      | 1             | Vahit Kirişci, Ömer Oruç Bilal Debgici, Mevlüt Kurt, Tuba Köksal et Mehmet Şahin |
|                          | Parti républicain du peuple (CHP)             | 105 747 | 16,29 | 2      | 1             | Ali Öztunç et İrfan Karatutlu                                                    |
|                          | Parti d'action nationaliste (MHP)             | 104 829 | 16,15 | 1      | en stagnation | Zuhal Karakoç Dora                                                               |
|                          | Le Bon Parti (İYİ)                            | 45 699  | 7,04  | 0      | en stagnation |                                                                                  |
|                          | Nouveau parti de la prospérité (YRP)          | 35 125  | 5,41  | 0      | Nv.           |                                                                                  |
|                          | Parti de la victoire (ZP)                     | 11 064  | 1,70  | 0      | Nv.           |                                                                                  |
|                          | Parti de la grande unité (BBP)                | 10 107  | 1,56  | 0      | en stagnation |                                                                                  |
|                          | Parti de la gauche verte (YSP)                | 9 416   | 1,45  | 0      | en stagnation |                                                                                  |
|                          | Parti de la patrie (M)                        | 4 703   | 0,72  | 0      | Nv.           |                                                                                  |
|                          | Parti de la justice (AP)                      | 1 651   | 0,25  | 0      | Nv.           |                                                                                  |
|                          | Parti de la route nationale (MYP)             | 1 544   | 0,24  | 0      | Nv.           |                                                                                  |
|                          | Parti de la mère patrie (ANAP)                | 1 053   | 0,16  | 0      | en stagnation |                                                                                  |
|                          | Parti jeune (GP)                              | 730     | 0,11  | 0      | en stagnation |                                                                                  |
|                          | Parti des droits et libertés (HAK)            | 646     | 0,10  | 0      | en stagnation |                                                                                  |
|                          | Parti des travailleurs de Turquie (TIP)       | 624     | 0,10  | 0      | en stagnation |                                                                                  |
|                          | Parti communiste de Turquie (TKP)             | 542     | 0,08  | 0      | en stagnation |                                                                                  |
|                          | Parti de la nation (MP)                       | 528     | 0,08  | 0      | en stagnation |                                                                                  |
|                          | Parti de libération du peuple (HKP)           | 469     | 0,07  | 0      | en stagnation |                                                                                  |
|                          | Parti patriote (VATAN)                        | 460     | 0,07  | 0      | en stagnation |                                                                                  |
|                          | Parti de l'union du pouvoir (GBP)             | 349     | 0,05  | 0      | Nv.           |                                                                                  |
|                          | Parti de gauche (SOL)                         | 321     | 0,05  | 0      | en stagnation |                                                                                  |
|                          | Mouvement communiste (TKH)                    | 195     | 0,03  | 0      | Nv.           |                                                                                  |
|                          | Parti de l'innovation (YP)                    | 146     | 0,02  | 0      | Nv.           |                                                                                  |
|                          | Parti de la justice et de l'unité (AB)        | 29      | 0,00  | 0      | Nv.           |                                                                                  |
|                          | Indépendants (Ind.)                           | 3 718   | 0,57  | 0      | en stagnation |                                                                                  |
|                          |                                               |         |       |        |               |                                                                                  |
| Total                    | Total                                         | 649 242 | 100   | 8      | en stagnation | -                                                                                |
| Inscrits / participation | Inscrits / participation                      | 753 538 | 85,41 |        |               |                                                                                  |